# 尤德爵士夫人
尤德爵士夫人尤彭雯麗，OBE[?]（1926年12月6日—），英國英格蘭根德郡人士，第26任香港總督尤德爵士的妻子，1982年至1986年因丈夫的關係擔任港督夫人。
尤德夫人自小熱愛中華文化，成為港督夫人前曾經四度在華生活，合共11年。當中，她在1948年加入外交部後首度來華，先後於上海、南京和北京擔任文職。1951年結婚後，她返回英國轉為全職家庭主婦，但在日後憑藉其外交官丈夫的工作關係三度來華生活，包括在1974年至1978年以英國駐華大使夫人身份住在北京。在華多年，加上曾在倫敦大學亞非學院修讀中文，讓尤德夫人說得一口流利的普通話。
擔任港督夫人的四年間，尤德夫人熱心公益事務，曾兼任香港公益金會長和香港女童軍總會會長等職，亦參與各類社交和官式場合，包括在1986年10月參與招待英女皇訪港。然而，尤德夫人的丈夫也是唯一一位在任上逝世的港督。為紀念其丈夫對香港高等教育發展的工作，香港政府在尤德夫人支持於下1987年4月成立尤德爵士紀念基金，為香港學生提供獎學金在本地和海外進修升學。尤德夫人自基金成立以來，一直擔任其信託委員會成員和理事會成員至今。
除了尤德爵士紀念基金的工作，尤德夫人在丈夫逝世後致力在英國推動與中國的教育和學術交流，包括在2002年至2008年出任李約瑟研究所信託人會主席，以及在2000年至2016年出任英中協會英中教育信託基金信託人等職。此外，尤德夫人曾撰寫一本關於中國的英文旅遊書，以及把中國傳統故事翻譯成英文出版。東區尤德夫人那打素醫院是香港其中一處以她命名的地方。

## 生平

### 家庭背景
尤德夫人本姓菲特（née Fitt），1926年12月6日生於英國英格蘭根德郡，來自當地荷尼灣和惠斯塔布薄具名望的菲特家族。尤德夫人的父親名叫雅瑟·貝登·菲特（Arthur Baden Fitt；1900年—1982年），第一次世界大戰期間曾在皇家空軍服役。尤德夫人出生時，雅瑟在惠斯塔布的大洋酒店（The Marine Hotel）任職酒店經理，而該酒店由雅瑟的父親（即尤德夫人的祖父）喬治·約翰·菲特（George John Fitt）擁有。雅瑟後來曾在荷尼灣營運另一家規模較小的列治文旅館（Richmond Inn），並在第二次世界大戰後涉足根德郡的遊艇和汽車銷售生意，特別是露營拖車，辦得十分成功，他的公司名為雅瑟·菲特露營拖車（Arthur Fitt Caravans），更是英國全國露營拖車理事會認可的經銷商之一。

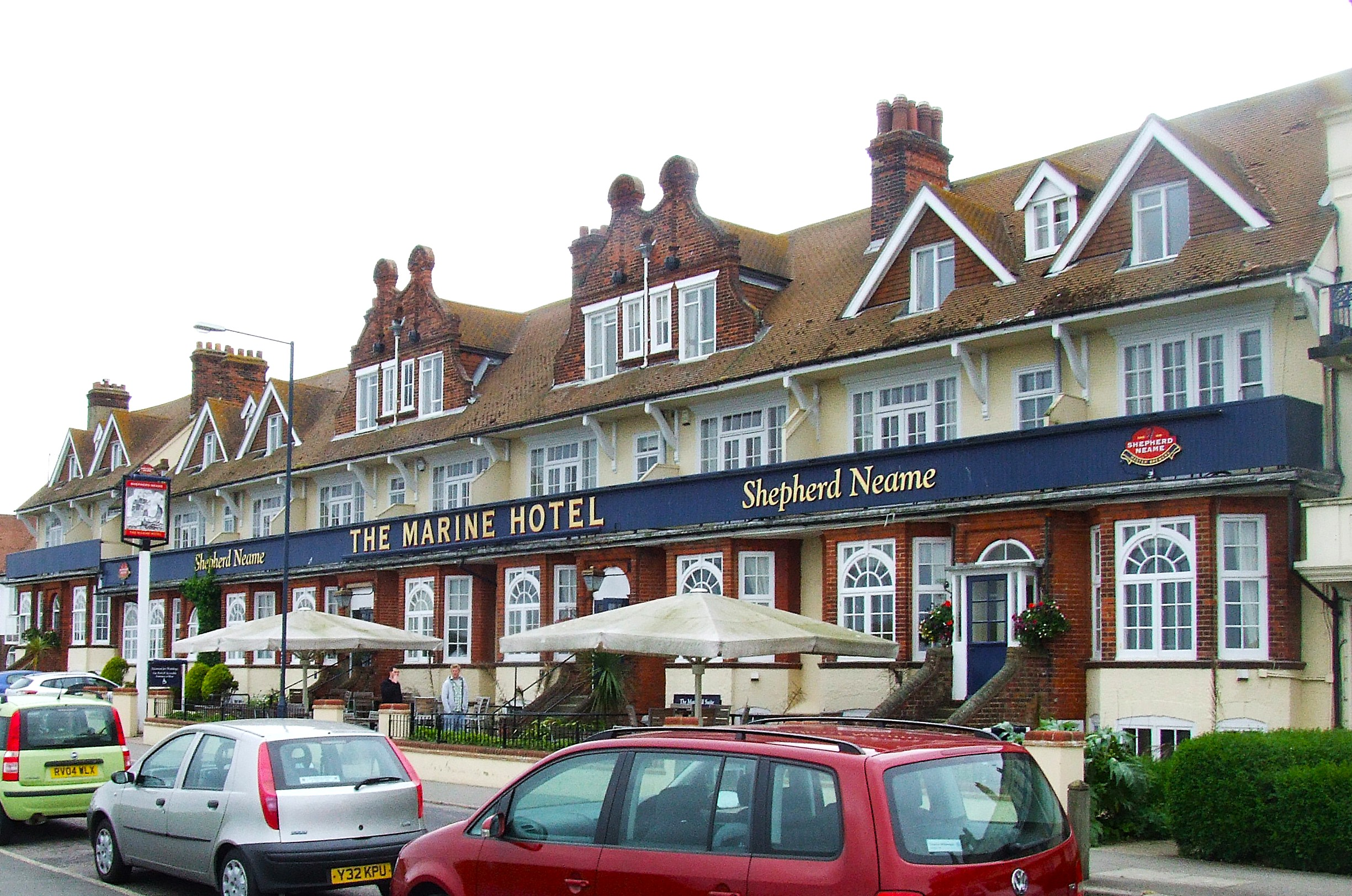
尤德夫人的娘家曾在根德郡惠斯塔布經營大洋酒店

尤德夫人的父親在1924年12月6日娶瑪潔麗·伍爾夫（Margery Wooff；1903年—1979年）為妻，因此尤德夫人是在父母結婚兩周年當日出生的。尤德夫人在家中弟妹當中排行最大，她有一名胞弟和胞妹，分別名雅瑟·約翰·菲特（Arthur John Fitt；1930年—）和茱莉亞·瑪嘉烈·菲特（Julia Margaret Fitt；1937年—），其中胞弟約翰後來接手了父親的露營拖車業務。尤德夫人與父母弟妹居於荷尼灣，她們一家在德文郡海濱城鎮索爾科姆也有渡假屋，假期時會在那裡釣魚和出海。

### 在華經歷
尤德夫人年少讀書時活躍於音樂、唱歌和參演話劇。她在第二次世界大戰期間從中學畢業，並於1943年修讀秘書課程，當時只有17歲。其後，她在一家工程公司任職。不過，尤德夫人並不志於像一般職業婦女過平凡的生活。相反，她早在約10歲時從小學課堂上認識中國，從此便十分嚮往中國的生活和文化。事實上，她童年時全家上下所有人都與中國沒有關係，因此她對中國的認知全都是由讀書而來，而且很早便萌生有朝一天要到中國闖蕩的念頭。為實現理想，她晚上下班去找一位曾經在華傳教的傳教士學習官話（即後來的普通話），傳教士從中分享他的在華見聞，也加深其對中國的了解。

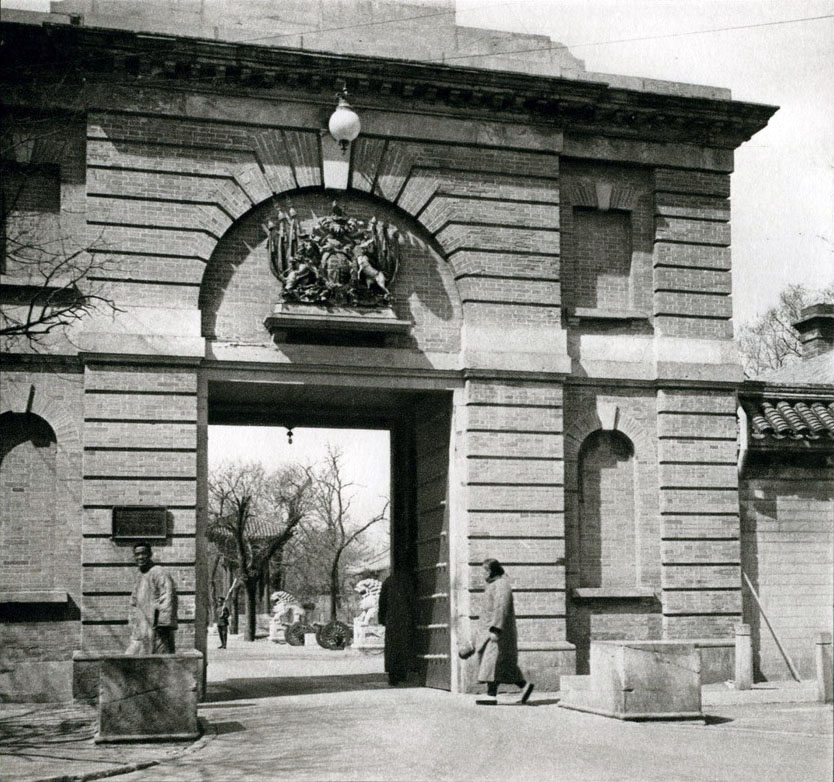
尤德夫人在1950年調到北京，協助在昔日的英國駐華公使館組建臨時代辦處

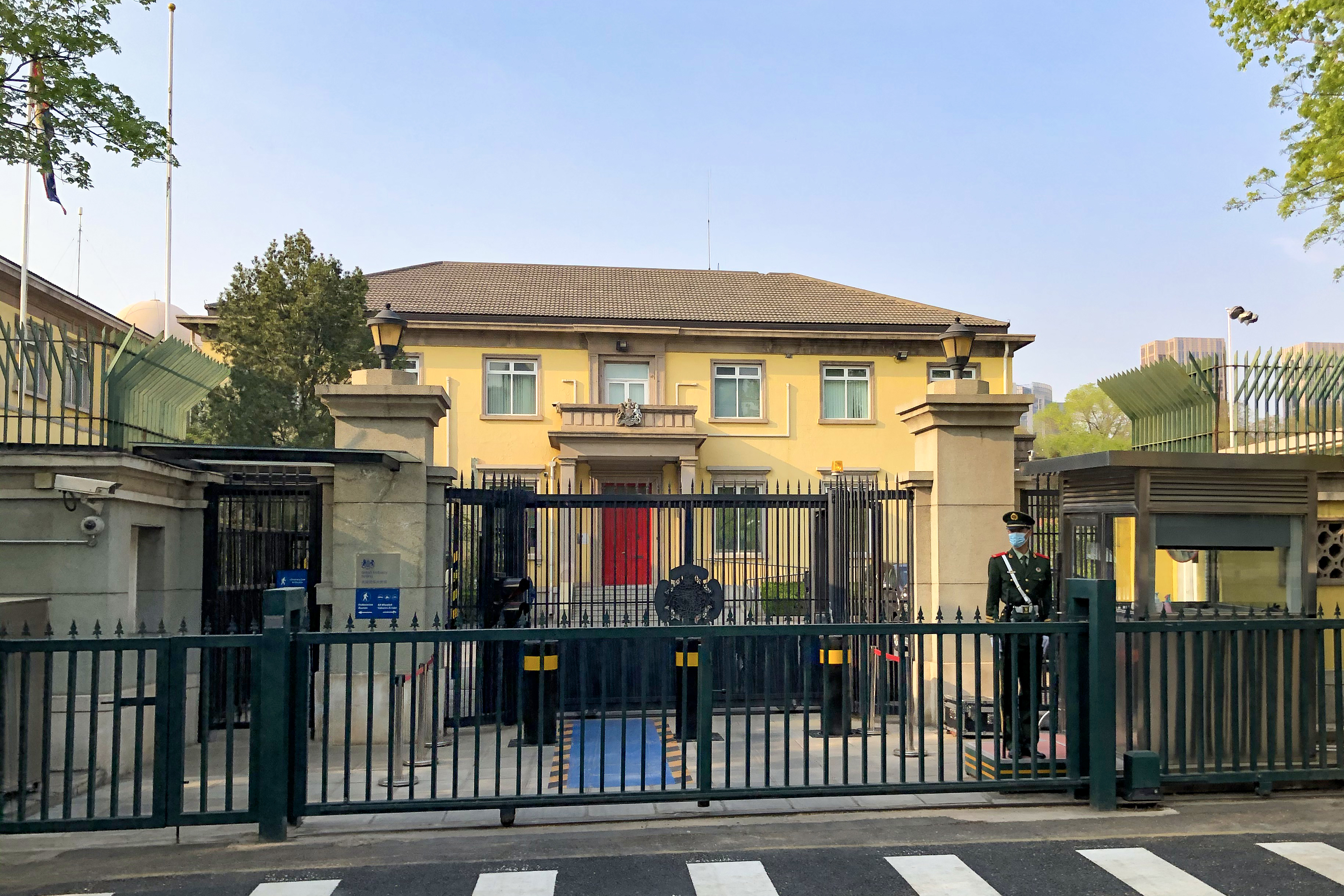
尤德夫人1974年至1978年以英國駐華大使夫人身份居於北京。1986年12月2日，她陪同已成為香港總督的丈夫訪問北京，下榻於大使館。12月5日清晨，她的丈夫於睡夢中因為心臟病發在大使館逝世，當時她正在西安遊覽

數年後，憑藉學懂官話的優勢，尤德夫人獲外交部聘用為打字員，旋於1948年派往中國上海，在英國駐華大使館新聞部展覽及電影組任職。她的職責除了一般的速記、打字和秘書服務，也參與在當地舉辦教育和醫療展覽，以及在大學和學校播映關於歐洲和英國的新聞短片等。然而，尤德夫人初到中國之時正值第二次國共內戰，時局十分動盪。1949年3月，她被調回中華民國首都南京，於英國大使館本館工作，一個月後，共產黨便於同年4月攻入南京。在上海和南京任職期間，尤德夫人也借機四處遊歷，出行方式除了步行，也會騎單車、坐巴士，甚至坐船。此外，她曾先後住在上海和南京的未婚員工宿舍，搬到南京後雖然遇上國共兩軍交戰一度不能外出，而且中止了水電供應，但共產黨解放南京後，她仍可自由活動。
1949年10月，中華人民共和國在北京成立，中國大陸主權易幟，國民黨退守台灣。1950年1月，英國承認中華人民共和國，兩國遂建立臨時代辦級別的外交關係，其後於1954年6月升為代辦級關係。有見及此，尤德夫人在1950年調往北京，協助在昔日的英國駐華公使館組建臨時代辦處。同年6月，她通過了試用期，以一等主任身份獲發公務員服務證書，而她的實任編制也追溯至1949年8月生效。在北京，尤德夫人的行動自由受到限制，雖然初時她仍獲准乘搭火車前往市郊的寺廟遊覽，但這些寺廟後來都被當局勒令關閉，她也無法再前往參觀。1951年，她在北京與時任三等秘書兼副領事的尤德（後為爵士；1924年—1986年）結婚，正式成為尤德夫人，她於是辭去工作，成為全職家庭主婦。
婚後，尤德夫婦返回英國，其中尤德獲安排於倫敦的外交部本部任職，而尤德夫人則入讀倫敦大學亞非學院，並以本科畢業。她在那裡認識了劉殿爵和賴寶勤等來自香港的漢學學者，與他們建立起畢生的友誼。作為亞非學院的校友，她多年以後更獲委任為亞非學院校董。1953年，尤德調往北京出任英國駐華代辦處二等秘書，尤德夫人亦一同前往，期間於1955年1月誕下長女珍妮花（Jennifer）。1956年1月，尤德調往美國首都華盛頓的英國駐美大使館，翌年1月升任一等秘書，次女狄寶娜（Deborah）隨後於1959年8月出生。
1960年至1962年，尤德在夫人陪同下，再度派駐北京的駐華代辦處出任一等秘書。此後，尤德先後調往美國紐約和返回英國倫敦擔任不同職務，夫人也有一段時間沒有再踏足中國，專心照顧兩名女兒。一直到1974年8月，尤德獲委任接替艾惕思爵士出任英國駐華大使，尤德夫人亦第四度前往中國生活。這時期的中英關係已明顯改善，兩國更於1972年建立大使級外交關係。在駐華大使任內，尤德在1977年獲英廷頒授KCMG勳銜成為爵士，尤德夫人亦憑丈夫的關係獲尊稱為尤德爵士夫人。雖然丈夫在1978年6月卸任返英，但隨著當時中國在文化大革命結束後實施對外開放，尤德夫人也有機會以私人名義參加旅行團遊覽中國。她多年來的在華經歷，促使倫敦出版商巴茨福德圖書邀請她為其旅遊叢書系列撰寫中國篇，系列下的其他旅遊書尚包括美國加州、美國佛羅里達州、印度、希臘馬其頓、馬來西亞及新加坡、南非和西德。經過18個月的寫作，其著作China: Through the Eyes of Pamela Youde（《尤德夫人眼中的中國》）於1982年初出版，而中文版後於1983年由明報出版社出版。

### 港督夫人
1981年12月，英國政府宣布尤德爵士將於翌年接替麥理浩爵士（後為勳爵）成為第26任香港總督，他隨後在夫人陪同下於翌年5月20日抵港履新。在丈夫上任港督前，尤德夫人亦曾在1982年2月獲麥理浩爵士夫人（後為勳爵夫人）邀請訪港作私人訪問，期間下榻於港督府，並曾到訪行政立法兩局非官守議員辦事處，與各女議員共晉午餐。此外，尤德在華期間曾用「游德」作為譯名，出任港督前把譯名改為「尤德」。出任港督後，香港政府中文公事管理局在1982年9月敲定尤德夫人的中文官方譯名為「尤彭雯麗」。

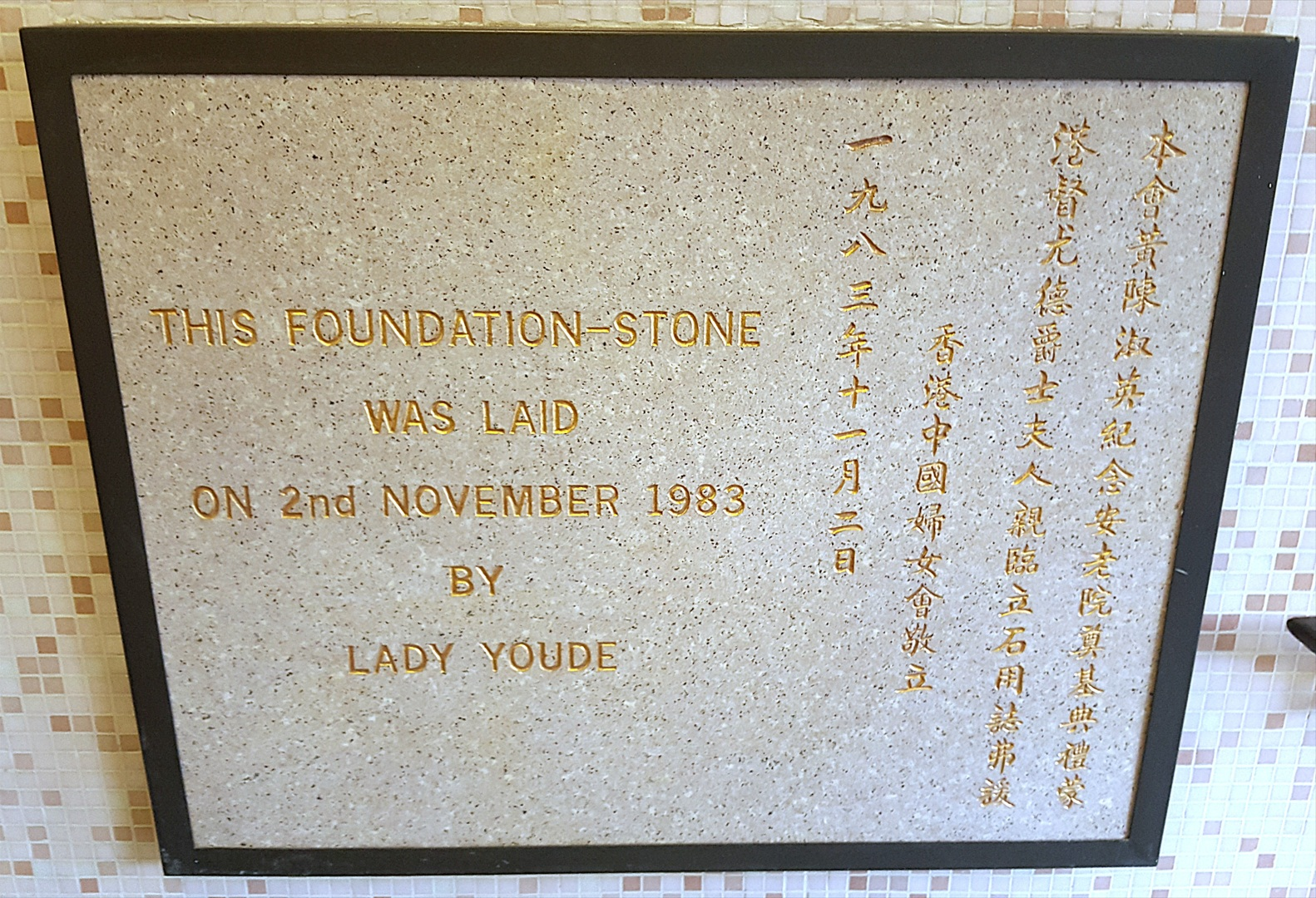
尤德夫人在1983年11月2日為香港中國婦女會黃陳淑英紀念安老院奠基

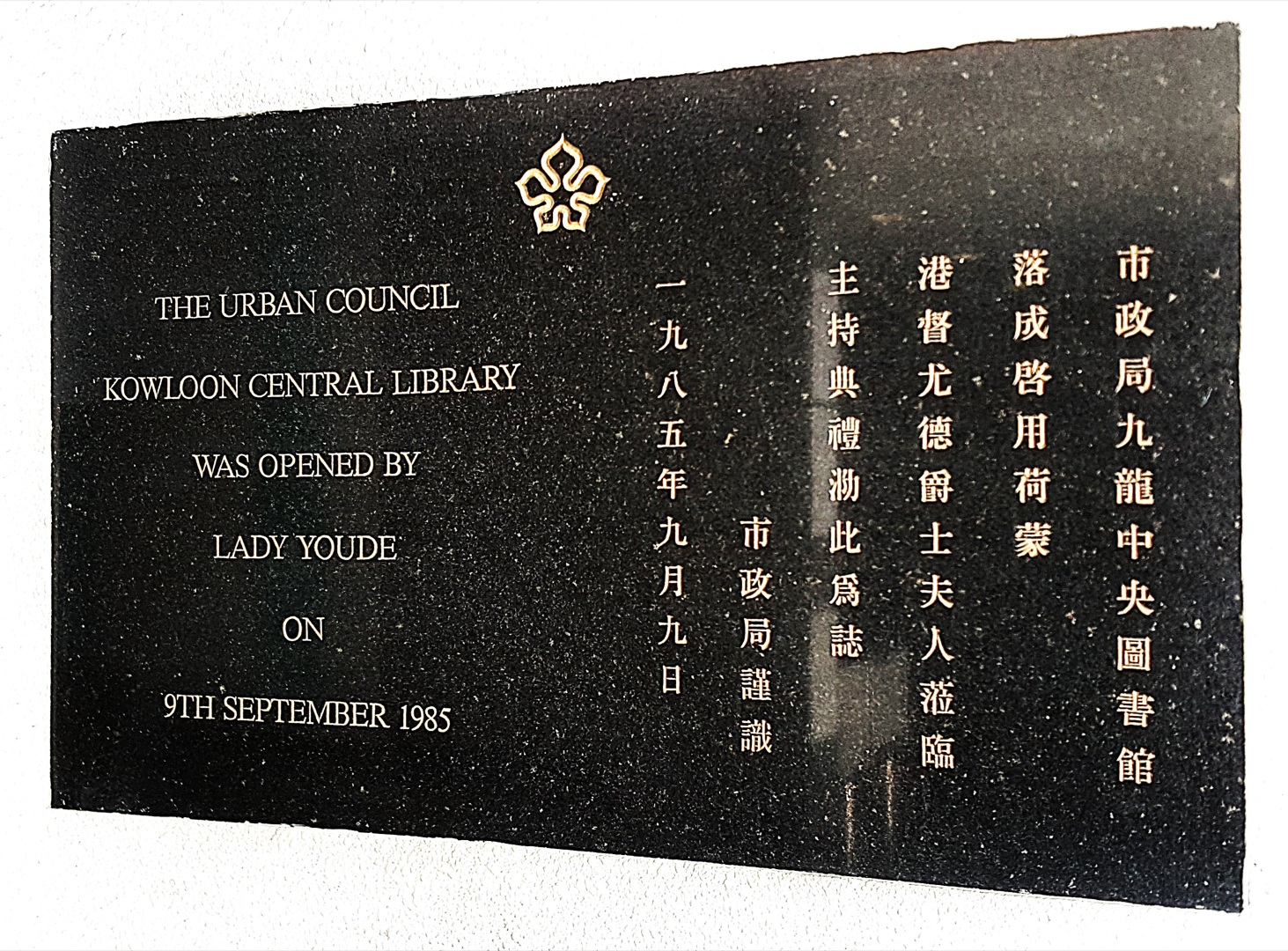
尤德夫人在1985年9月9日主持市政局九龍中央圖書館（後改稱九龍公共圖書館）的開幕典禮

作為港督夫人，尤德夫人經常代表丈夫出席不同的文化和慈善活動，以及各類社交和官式場合，當中包括在1986年10月參與招待訪問香港的英女皇伊利沙伯二世和皇夫愛丁堡公爵菲臘親王伉儷等。尤德夫人喜愛與普通市民交流，經常深入民間、體恤民情，例如在抵港後不久，香港在1982年5月29日發生五二九雨災，九龍觀塘一帶成為重災區。事發後，尤德夫人跟隨丈夫前往災區探望災民，通曉普通話的她亦與災民深入交流，對他們的處境加以慰問。1983年，尤德夫人接替香港上海滙豐銀行主席沈弼（後為勳爵）出任香港公益金會長，任內她對公益金的籌款工作尤其關切，除了經常與丈夫參與公益金的各項籌款活動，更是從不缺席公益金的董事局會議。這時期的公益金在她的帶領下繼續舉辦公益金百萬行等不同的籌款活動，其中在1984年6月3日舉行的「東區走廊首日行」錄得超過98,000人參加，打破了百萬行自1971年首辦以來的紀錄。
出於對文化藝術的熱愛，以及對弱勢社群的關注，尤德夫人在香港生活期間接受邀請出任不同機構的名譽職務，例如擔任香港兒童合唱團名譽贊助人、香港芭蕾舞學會名譽贊助人、香港芭蕾舞學院贊助人、香港考古學會贊助人、華人風俗促進會名譽贊助人、香港崇德社贊助人、幼童樂園協會贊助人、香港弱智人士服務協進會（匡智會前身）贊助人和香港特殊奧運會贊助人等。根據慣例，尤德夫人亦以港督夫人的身份兼任香港女童軍總會會長，任內於1986年經歷總會成立70周年，其間於同年4月27日在香港體育館舉行的香港女童軍七十周年慶典擔任主禮嘉賓。
然而，尤德夫人的丈夫也是香港歷史上唯一一位在任上逝世的港督。事實上，尤德早在1971年已確診患上心臟病，上任港督前於1981年接受冠狀動脈搭橋手術，加上任內深度參與香港前途談判，職務十分繁重，在尤德擔任港督期間出任行政局首席非官守議員的鍾士元爵士後來在其回憶錄亦指出尤德逝世一事，早在1986年夏天似有先兆。雖然其健康問題在上任港督前曾受公眾關注，但普羅大眾對其就任後的健康狀況並不掌握。1986年12月2日，尤德以嘉賓身份，隨香港貿易發展局主席鄧蓮如（後為女男爵）率領的一個高層經濟貿易代表團訪問北京，參觀在當地舉辦的香港產品展覽會，尤德夫人亦一同前往。訪京期間，尤德伉儷下榻於建國門外光華路11號的英國駐華大使館，並訂於12月5日返港，但當日早上清晨時份，尤德被發現倒臥於大使館的客房內，已無生命迹象，估計大約在凌晨時份於睡夢中心臟病病發猝死，終年62歲。
尤德在1986年12月5日逝世當天，正好是尤德夫人60歲生日的前一天。事發時，尤德夫人在鄧蓮如陪同下在西安遊覽，因此不在丈夫身邊。獲悉事件後，她在12月5日乘坐飛機趕返北京，到下午抵達英國大使館後，運送尤德遺體的靈車始出發前往北京協和醫院。同時間，尤德夫婦身在英國的兩名女兒珍妮花和狄寶娜獲悉事件後，也即時從倫敦飛到香港，轉乘皇家空軍軍機於12月6日下午抵京與尤德夫人會合。同日下午，尤德的遺體在其夫人、兩名女兒和港府高官護送下，由皇家空軍軍機運回香港。尤德夫人離開北京前接受傳媒訪問，她說「我的丈夫和我曾在中國度過許多美好的時刻，他對中國懷有特殊的感情」。

尤德死於任上一事在香港引起相當的轟動，12月5日，港府開放港督府接受公眾弔唁，連日來有大批市民前往。12月9日上午，尤德的喪禮在港督府以最高級軍事榮譽規格進行，靈柩隨後移奉聖約翰座堂舉行安息禮拜。按照尤德夫人的意願，尤德的遺體在儀式完結後轉往歌連臣角火葬場火化，骨灰帶回英國坎特伯雷大教堂的墓園安葬。12月19日，尤德夫人在長女珍妮花陪同下離港返英，在啟德機場的送行人士包括署理港督鍾逸傑爵士、行政局全體議員和港督府部份職工。尤德夫人臨行前再次答謝香港市民，她說：
|  | 我要感謝你們對我和我家人的關心，我應該趁這個機會感謝每一位香港人，多謝他們所給予的關懷訊息。我和我的女兒在香港享受過一段快樂的日子，現在離別在即，實在傷感，但我仍會繼續關注香港，並希望香港能夠成功。 |

### 文教工作
為紀念尤德爵士，香港新界建有尤德爵士紀念亭，位於北區鹿頸，由北區區議會和區內人士捐建，以及由尤德爵士夫人分別於1987年5月和1988年2月26日主持動土和啟用儀式。紀念亭參照北京的「雙亭」設計，是香港首座採用這種風格建造的涼亭。紀念亭選址北區，也是因為尤德生前常與夫人在假日到附近的船灣一帶遠足，而在丈夫身後，尤德夫人每次重返香港，都會特意到紀念亭憑弔一番，直到後來因年事已高才未能前往。此外，位於香港公園的尤德觀鳥園也是為紀念生前十分喜愛觀鳥的尤德而修建的。觀鳥園由香港市政局主持修建，1992年9月開放予公眾參觀，初時園內擁有大約85種品種合共約500隻雀鳥，主要來自範圍包括菲律賓、巴布亞新幾內亞、馬來西亞和印尼一帶的馬來群島熱帶雨林。尤德夫人從一開始便十分關注觀鳥園的興建計劃，並獲市政局邀請來港於1992年11月4日主持觀鳥園的啟用典禮。

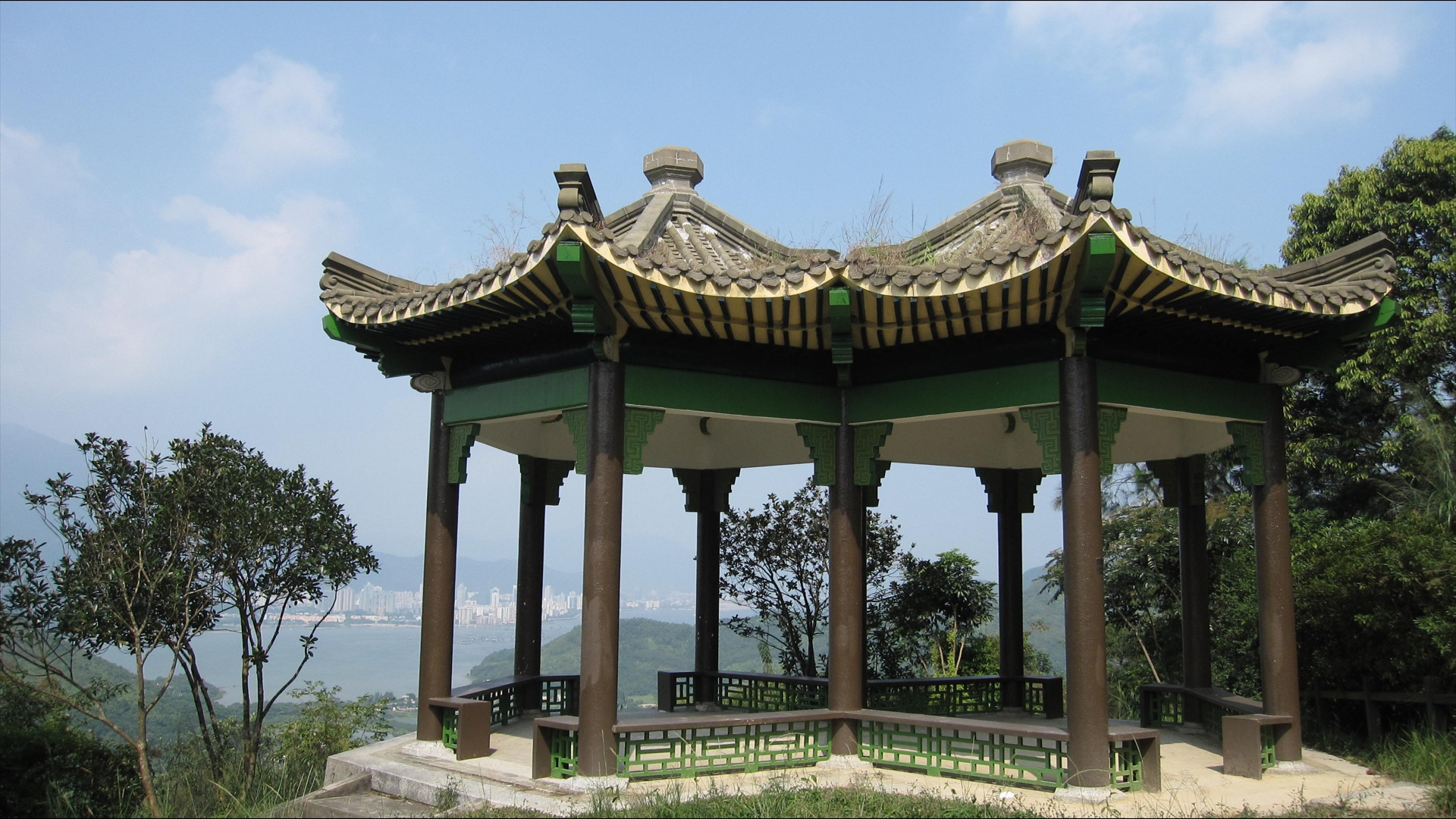
尤德爵士紀念亭由尤德夫人分別於1987年5月和1988年2月26日主持動土和啟用儀式

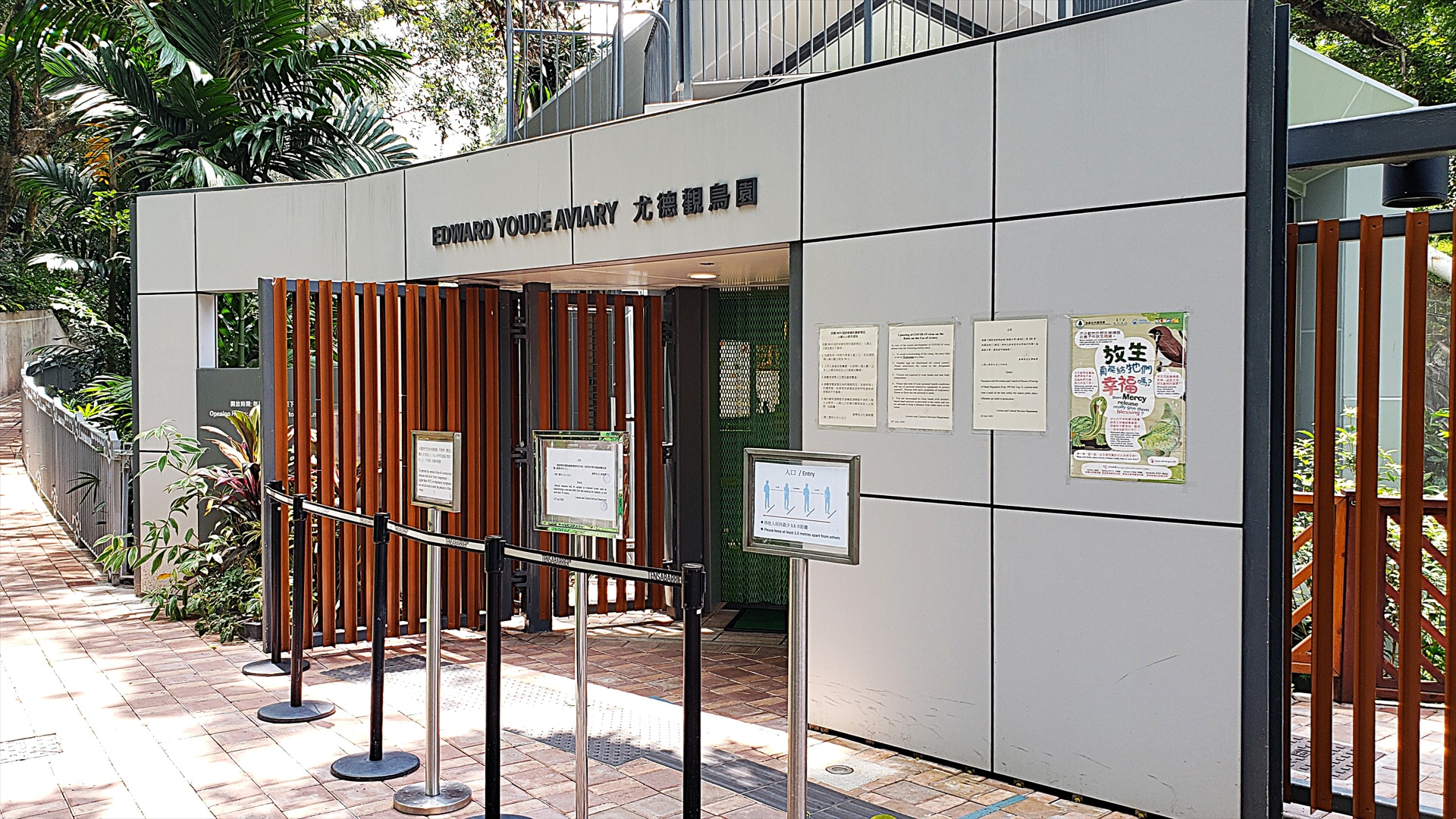
位於香港公園的尤德觀鳥園，1992年11月4日由尤德夫人主持啟用典禮

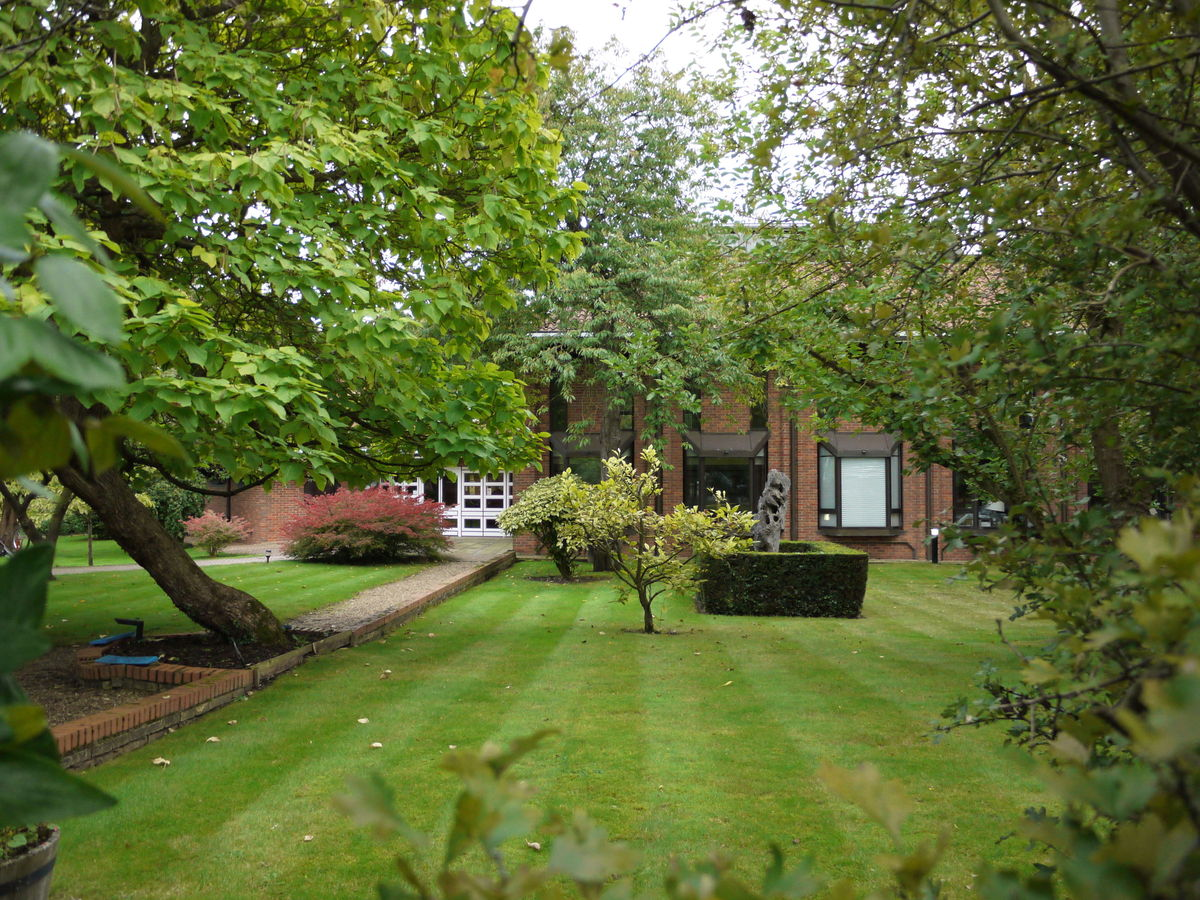
尤德爵士夫人在2002年至2008年出任李約瑟研究所信託人會主席

不過，對尤德夫人來說，對其丈夫最有意義的紀念是尤德爵士紀念基金的設立。就在尤德逝世後不久，香港政府計劃成立一項基金作為對尤德的紀念，並就此事諮詢尤德夫人。考慮到尤德在港督任內積極推動香港的高等教育發展，例如促成香港城市理工學院（香港城市大學前身）在1984年成立，以及籌建後來於1991年創校的香港科技大學等，尤德夫人同意將基金用於教育用途，特別是保送香港學生前赴海外升學和進行研究。有見及此，香港行政局在1986年12月16日的會議上議決成立紀念基金，並在會上由署理港督職務的布政司鍾逸傑爵士成立委員會開展籌備工作，委員會由時任行政局首席非官守議員鍾士元爵士出任主席，成員包括行政局非官守議員兼立法局首席非官守議員鄧蓮如、政務司廖本懷、英皇御准香港賽馬會行政總裁韋敬誠和民事檢察專員馬富善。
港府計劃成立紀念基金一事得到香港社會各界的積極響應，在短短數月，基金的捐款到1987年3月已累積至7,600萬港元。相較之下，港府為紀念前港督麥理浩爵士卸任在1982年設立的麥理浩爵士信託基金，也只是籌得2,300萬港元，相差超過三倍。與此同時，港府為成立紀念基金而火速制訂法律，促成《尤德爵士紀念基金條例》（香港法例第1140章）在1987年3月獲立法局三讀通過，並隨即於1987年4月生效，標誌著尤德爵士紀念基金的正式成立。在港府邀請下，尤德夫人自紀念基金在1987年4月成立以來一直擔任其信託委員會成員和理事會成員，分別參與決定基金的投資安排和使用用途。
多年來，尤德夫人十分關心紀念基金的工作，例如定期回港出席紀念基金的會議和獎學金評選，以及出席每年的獎學金頒獎典禮，並在典禮上致辭等。1992年，部份紀念基金得獎者創立尤德學者協會，尤德夫人隨即接受邀請出任協會名譽贊助人。此外，鑒於1997年臨近，尤德夫人曾進行遊說工作，促使紀念基金在香港主權移交後得以延續。到後來，尤德夫人年事漸高，逐漸淡出紀念基金的工作，但仍堅持每年來港親身出席獎學金頒獎典禮。接近40年來，尤德爵士紀念基金截至2025年已累積撥款超過2.69億港元，為超過88萬名學生提供獎學金在本地或海外升學，以及贊助參與各項活動，包括31,500名通過各項獎勵計劃獲得獎助的學生。獎學金和研究生獎學金得主當中，也有超過2,890人已完成相關課程。
另一方面，尤德夫人也在英國本土推動與中國的交往，包括曾任英中了解協會主席、由1994年起出任國際敦煌項目的贊助人，以及出任中英學術基金會名譽顧問等；由英國工商界發起、旨在促進中英關係的四十八家集團俱樂部，也曾邀請尤德夫人以名譽性質擔任該會院士。1998年，尤德夫人獲邀成為東亞科學歷史信託（East Asian History of Science Trust）的信託人之一，該信託負責管理位於劍橋大學羅賓遜學院但運作獨立的李約瑟研究所，支援訪英學者在研究所從事與中國、日本和韓國相關的科學技術史研究工作，信託會其後於2002年改名為李約瑟研究所信託人會。在信託人會任職期間，由恒生銀行前任董事長利國偉爵士創立和擔任主席的中華文明教育基金會在1998年至2002年間出資製作名為Dragon's Ascent（《龍騰》）的英文紀錄片，深入回顧李約瑟畢生對中國科學和技術史的研究成果。紀錄片共有八集，獲李約瑟研究所協助製作，尤德夫人也有參與其中，而紀錄片的收益後來由李約瑟研究所和中國科學院自然科學史研究所平分。2002年，尤德夫人進一步接替歷史學家傑弗里·勞埃德爵士出任信託會主席，在任六年後，由前英國駐日本大使和曾在其丈夫出任港督期間擔任港府政治顧問的布義德爵士於2008年接替。此後尤德夫人仍留任信託人一職到2016年，卸任時獲推選為研究所榮譽院士，以肯定她多年來在研究所的工作。
除上述工作，尤德爵士夫人與英國政府設立的英中協會維持長久聯繫。就在離任港督夫人和返回英國定居一年多後，她在1988年加入英中協會出任副主席。翌年6月4日，中國發生六四事件，時任牛津大學校監兼自民黨上議院領袖曾健士勳爵等人提出成立緊急基金接濟因事件無法如期返國的中國留學生，讓他們順利完成在英國的學業、研究和其他活動，而當時估計全英約有2,000名來自中國的留學生。為響應曾健士等人的號召，英中協會在尤德夫人主持下隨即在同月成立英中學者緊急基金（Great Britain-China Scholars Emergency Fund），並由她兼任主席，負責與英國各大院校合作，統籌審批所有應急申請和撥款的發放。1989年7月，緊急基金成功向英國政府當局註冊成為獨立慈善信託，好讓緊急基金的工作能夠按計劃進行。緊急基金成立一年間，共籌得超過15萬英鎊，用於接濟超過140名有需要的中國留學生。由於緊急基金的行政開支由英中協會一力承擔，所以緊急基金所得款項悉數皆用於受助人身上。尤德夫人兼任緊急基金主席一職至1994年，而緊急基金亦於1996年結束運作。2000年，尤德夫人卸任英中協會副主席，改以名譽性質出任副會長一職至今。期間，她於2000年至2016年兼任該會轄下的英中教育信託基金信託人，參與管理信託基金設置的獎學金（例如中國學生獎）和其他由中英學術基金會、倫敦英國高校中國委員會和韓素音基金會等機構捐資設立的獎學金。
尤德夫人亦曾在1990年代把中國傳統故事翻譯成英文。這項構想最初由時任中文大學出版社社長詹德隆提出，閱讀對象主要是12歲或以上、在海外長大和以英語為母語的香港兒童，從而向他們推廣中華文化。尤德夫人接受邀請後，共花兩年時間進行資料搜集和編寫工作，盡量忠於原著和以淺白易明的方式撰寫，終在1995年出版成書，名為My Favourite Chinese Stories（《我最喜愛的中國故事》）。該書共收錄三個中國傳統故事，分別是「后羿與嫦娥」、「孫悟空借芭蕉扇」和「夢斬涇河龍」。全書插畫由時任香港演藝學院校長盧景文繪製，尤德夫人也親自為故事灌錄聲音版，製成鐳射唱片隨書附上。尤德夫人原計劃續寫第二冊，收錄「白蛇傳」、「哪吒」和「牛郎織女」三個故事，惟最終未能成事。
為肯定尤德夫人推動香港和中國內地文教發展的工作，她在1994年英女皇壽辰授勳名單獲英廷頒授OBE勳銜。尤德在生前促成創立的香港城市理工學院在1994年升格成為香港城市大學後，也在翌年向尤德夫人頒授榮譽社會科學博士學位。

### 晚年生涯
尤德爵士夫人最後一次來港出席尤德爵士紀念基金的獎學金頒獎典禮是在2019年，當時她已年近93歲高齡。此後，由於2019冠狀病毒病疫情爆發，加上年事已高、行動不便，無法親身來港的她遂改以線上形式繼續每年參與典禮。2025年初，年屆98歲的尤德爵士夫人因為跌倒入住根德郡的國民保健署湯布里奇別墅醫院（Tonbridge Cottage Hospital），接受康復治療。雖然尤德夫人因傷無法以視像形式參與同年3月舉行的尤德爵士紀念基金第38屆獎學金頒獎典禮，但她仍為典禮撰寫獻詞，以表達對基金的支持。

## 個人生活
彭雯麗1949年在中國南京工作期間，認識了她的未來丈夫尤德（1924年—1986年）。交往兩年後，兩人於1951年在北京結婚。尤德來自威爾斯一個普通家庭，父親在一家小型木材公司任職公司秘書。與妻子一樣，尤德自小熱愛中國，而且在1942年入讀倫敦大學亞非學院學習中文，惟翌年因為第二次世界大戰而加入皇家志願後備海軍。戰後，尤德於1947年加入外交部，翌年派駐南京。1949年第二次國共內戰進行期間，他於當年4月至7月發生的紫水晶號事件代表英方參與向解放軍調停的工作，成功爭取時間讓遭解放軍圍困於揚子江的英艦紫水晶號脫險，事後他獲英廷頒授MBE勳銜以資肯定。1985年，當時已成為香港總督的尤德爵士曾休假六天，與妻子一同遊歷江蘇過「二次蜜月」假期，重遊昔日在南京等地工作的舊地。
尤德夫人與丈夫育有兩名女兒：
- 長女珍妮花·歐雯（Jennifer Olwen Youde）1955年1月出生，畢業於牛津大學，修讀礦務工程，1977年至1983年間先後在英國政府國家煤炭委員會（英语：National Coal Board）和內閣府任職，後來投身私人事務從事資產管理業務。[9][25][91]她於1987年嫁給大衛·J·班納德（David J Bernard）。[92]
- 次女狄寶娜·布朗溫（Deborah Bronwen Youde）1959年8月出生，畢業於根德大學法律系，曾在英政府任職事務律師，她於1984年嫁給馬克·A·海恩（Mark A Haine），後來轉為全職家庭主婦。[9][25][93]

尤德夫人主要居於根德郡的鄉郊別墅，但在倫敦溫布頓也置有一個住宅單位，方便在倫敦辦事，單位內亦設有一個專門收集中國相關藏書的私人圖書館。閒時，她也會探訪胞妹在鄉間的牧場，協助打理在牧場飼養的純種綿羊和其他禽畜。此外，尤德夫人熱愛藝術文化，也喜愛繪畫和音樂。其中，她對中國的藝術文化尤其熱愛，她除了通曉普通話，也擅長烹煮中國菜，對中國各地的戲劇、音樂，以至大江南北的各種景點、風物和歷史也很感興趣。在北京生活多年間，讓她成為京劇愛好者，每次有機會到訪中國內地，都會找機會觀看京劇。後來出任港督夫人期間，她也對粵劇產生興趣，對粵劇有一定的了解。1982年，她更接受邀請成為皇家亞洲學會香港分會名譽會員。
此外，尤德夫人向以勤儉有禮著稱，在2016年為製作文教節目專輯而訪問尤德夫人的陳復生，曾形容尤德夫人「永遠的大方得體、溫文爾雅、和藹可親」，以及讚揚尤德夫婦「清正廉潔，真誠不造作，謹慎而保守，生活樸實無華，深受人們敬重」。《明報周刊》曾指出，尤德夫人擔任港督夫人期間，出外乘搭飛機例必只會選乘經濟客位。有一次她被航空公司職員認出後被升等到商務客位，雖然她禮貌地接受，但事後亦主動向航空公司補回差價。此外，尤德夫人的丈夫在1986年12月逝世後，港督府和港督粉嶺別墅的員工接受傳媒訪問時均十分稱頌尤德夫婦的為人，有一位在政府任職接近30年，服侍過多任港督的司機表示，自己雖然已在1986年3月退休，但之後意外地獲尤德夫婦私人邀請回到港督府聚舊一番，認為兩人絕無架子和對下屬感念舊情。其他服務尤德夫人的人員亦表示她為人十分友善，常常與他們談天。

## 著作
- China: Through the Eyes of Pamela Youde. London: Batsford, 1982. ISBN 978-0-71343-795-9
  - （中文版：麥中成譯，《尤德夫人眼中的中國》。香港：明報出版部，1983年。）
- My Favourite Chinese Stories. Hong Kong: The Chinese University Press, 1995. ISBN 978-9-62201-603-3
  - （直譯：《我最喜愛的中國故事》。香港：中文大學出版社，1995年。）

## 榮譽

### 殊勳
- 以下列出榮譽全稱及縮寫：^ 
  - 英帝國官佐勳章（O.B.E.） （1994年英女皇壽辰授勳名單[86]）

### 榮譽學位
- 社會科學博士
  - 香港城市大學 （1995年[18]）

### 以她命名的事物
香港有三處醫療設施以尤德爵士夫人命名，分別是位於柴灣的東區尤德夫人那打素醫院、位於觀塘的尤德夫人分科診療所和位於沙田的尤德夫人兒童體能智力測驗中心及學童牙科診所等。
其中，東區區議會在1987年2月通過把興建中的「東區醫院」命名為「尤德夫人醫院」，在徵得尤德夫人同意後於同年8月獲行政局通過。踏入九十年代初，醫院管理局計劃把位於香港島西半山般咸道的雅麗氏何妙齡那打素醫院（簡稱舊那打素醫院）遷移至大埔的新址，鑒於般咸道舊院在1993年關閉與大埔新院於1997年落成之間相距數年時間，因此醫管局有意在期間把該院人手暫借至「尤德夫人醫院」以作支援。對於醫管局的安排，那打素醫院的時任管治委員會主席李福慶法政牧師希望「尤德夫人醫院」能夠修訂醫院名稱，以反映那打素醫院的參與角色。醫管局和那打素醫院管治委員會雙方曾一度就醫院命名一事陷入膠著局面，直到後來再徵得尤德夫人同意，各方最終才達成共識在醫院名稱加入「那打素」一名，故名為「東區尤德夫人那打素醫院」和簡稱「東區醫院」。東區醫院後於1993年10月15日投入股務，翌年6月23日在尤德夫人見證下由時任香港總督彭定康主持醫院開幕典禮。

## 外部連結
- 何文匯教授, JP 訪問尤德爵士夫人（英文）
- 世說論語：何文匯、陳復生訪問尤德爵士夫人（英文）
- 2017年獎學金頒獎典禮 - 尤德爵士夫人致辭（英文）

| 榮銜                       | 榮銜                                     | 榮銜                                 |
| -------------------------- | ---------------------------------------- | ------------------------------------ |
| 前任者： 沒有              | 英國駐華大使夫人 1974年 – 1978年         | 繼任者： 柯利達爵士夫人              |
| 前任者： 麥理浩勳爵夫人    | 香港總督夫人 1982年 – 1986年             | 繼任者： 衛奕信爵士夫人 （1987年起） |
| 前任者： 麥理浩勳爵夫人    | 香港女童軍總會會長 1982年 – 1986年       | 繼任者： 衛奕信爵士夫人 （1987年起） |
| 前任者： 沈弼              | 香港公益金會長 1983年 – 1986年           | 繼任者： 衛奕信爵士夫人 （1987年起） |
| 學術機關職務               |                                          |                                      |
| 前任者： 傑弗里·勞埃德爵士 | 李約瑟研究所信託人會主席 2002年 – 2008年 | 繼任者： 布義德爵士                  |